# Erasmo Castellanos Quinto
Erasmo Castellanos Quinto (Santiago Tuxtla, Veracruz, México, 2 de agosto de 1880 – Ciudad de México, 11 de diciembre de 1955) fue un poeta, abogado y cervantista mexicano.

## Primeros años
Erasmo Castellanos Quinto fue el primogénito de Erasmo Castellanos González y Juana María Quinto Mendoza. Nació en el rancho de Cruztitán (Municipio de Santiago Tuxtla), propiedad de su abuelo materno. Inició sus estudios primarios en la entonces llamada Escuela Real. A los 8 años, debido a apuros económicos, fue llevado para ser educado bajo la protección de su tío Leandro Castellanos González, en Orizaba (Estado de Veracruz), donde los concluiría en la Escuela Cantonal Modelo, institución en la que también cursó el nivel preparatorio.
En 1900, aun siendo estudiante, reemplazó al poeta, cuentista y narrador Rafael Delgado como profesor de las asignaturas de griego y latín en el Colegio Preparatorio de Orizaba, iniciando así su vocación magisterial.

## Estudios profesionales
Realizó sus estudios profesionales en la Escuela de Jurisprudencia de Orizaba, haciéndolos posibles trabajando en el negocio de su tío. En la institución fue alumno de Silvestre Moreno Cora. Logró aprobar su examen profesional ante el Tribunal Superior de Justicia del Estado de Veracruz, al que presentó su tesis titulada Cheques, alcanzando el título profesional de abogado expedido por la Universidad de Jalapa el 30 de noviembre de 1903, estudios que luego refrendaría en la Ciudad de México. 
Posteriormente migró a Ciudad de México, donde ejerció su profesión en el despacho legal del abogado Luis Gutiérrez Otero. donde ingresó recomendado por Porfirio Díaz, entonces presidente de México. Durante este periodo realizó en su casa reuniones dominicales donde se hablaba de temas literarios y musicales a las que asistían, entre otras personalidades, Amado Nervo, Luis G. Urbina, Ricardo Castro, Rafael Ángel de la Peña y Ezequiel A. Chávez. Luego de una periodo de ejercicio profesional, abandonó la abogacía al advertir la crudeza que su desempeño implicaba en diversos casos, aspecto con el que él, como humanista y por valorar la compasión por pertenecer a la Tercera Orden de San Francisco, no concordó, por lo que optó por continuar realizándose en la docencia y el cultivo de la literatura.
En 1904 se casó en la Ciudad de México con Gabriela de la Torre, hija de un diputado local de Veracruz y jefe político del Cantón de Orizaba.

## En la Escuela Nacional Preparatoria

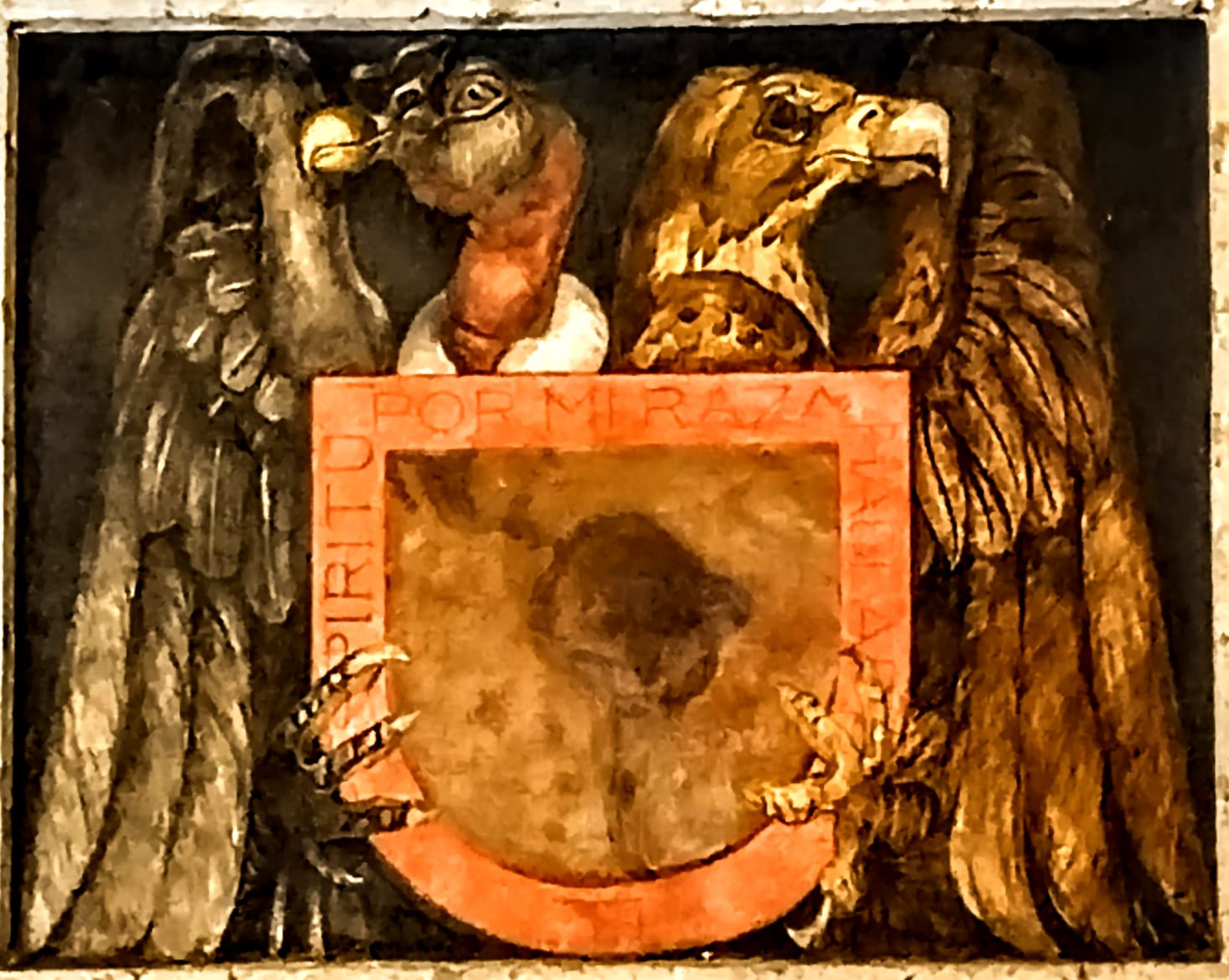
Escudo de la UNAM en el Antiguo Colegio de San Ildefonso, pintura mural.

El 31 de julio de 1906 ingresó como docente en la Escuela Nacional Preparatoria -entonces en el edificio novohispano del Antiguo Colegio de San Ildefonso- como profesor adjunto de Amado Nervo, a quien supliría impartiendo Lengua Nacional mientras Nervo viajaba por diversos países cumpliendo compromisos diplomáticos y literarios. Todo ello mediante concurso en que también participaron, entre otros, los entonces ya prestigiados intelectuales Ángel del Campo, Luis G. Urbina y Victoriano Salado Álvarez, a quienes superó. Mediante misiva fechada el 7 de agosto de 1906, Justo Sierra, ministro de Instrucción, lo felicitó por haber triunfado en la oposición de Español. El 1 de julio de 1907 obtuvo la titularidad de esa cátedra y con el tiempo sería profesor titular de Literatura Castellana, Literatura General, Lectura Comentada de Producciones Literarias Selectas y Análisis de Obras Maestras. 
El 6 de abril de 1909, por acuerdo también de Justo Sierra, Ezequiel A. Chávez lo designó subdirector de la Escuela hasta el 1 de marzo de 1912. También fue director interino en 1910, relevando temporalmente al célebre positivista Porfirio Parra, y en 1912 supliendo transitoriamente a Antonio Caso. 

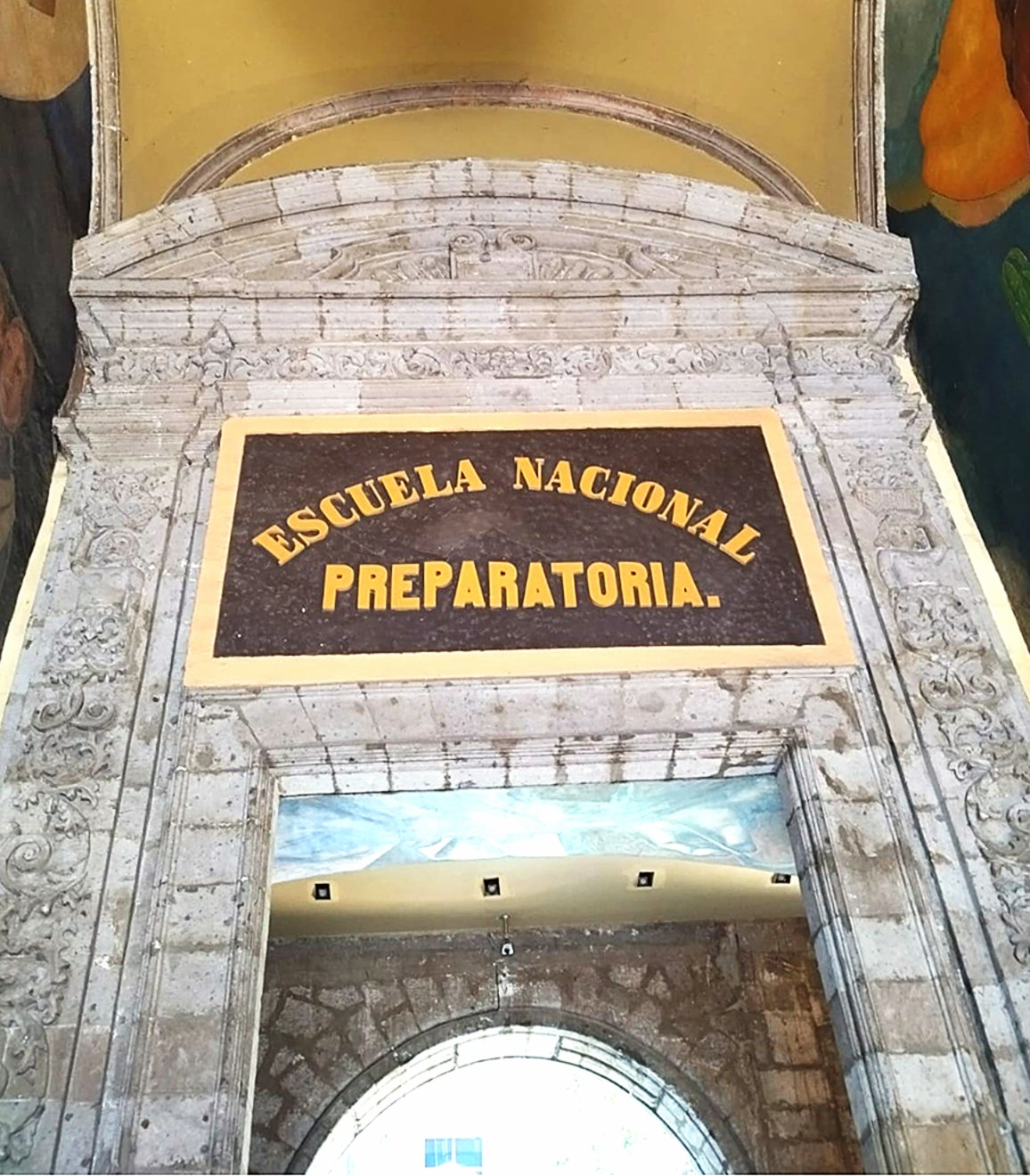
Letrero de la ENP de cuando estuvo en el Antiguo Colegio de San Ildefonso

Al ocupar la capital mexicana los ejércitos villistas y zapatistas como fuerzas de la Convención de Aguascalientes, oficialmente ocupó la dirección de la Escuela Nacional Preparatoria el 18 de marzo de 1914, obligado por Pancho Villa para que la Escuela no cerrara, cargo del que fue separado el 14 de junio de 1915 por el ingeniero Félix Fulgencio Palavicini, Ministro de Instrucción del gobierno de la Convención "por no haberse comportado revolucionariamente durante la dictadura de Victoriano Huerta" y haber continuado impartiendo sus lecciones.
Su magisterio en la preparatoria lo prodigaría por casi cincuenta años aún en momentos sociales y personales muy difíciles, hasta el momento de su muerte. Uno de esos casos se daría durante el conflicto armado contra la dictadura de Porfirio Díaz iniciado en 1910. En febrero de 1913, durante los combates de la Decena Trágica en la Ciudad de México, continuó asistiendo a impartir sus clases en la preparatoria con la asistencia de pocos alumnos, o asistir y no dar clase porque ninguno pudo llegar, esto sin percibir pago y dando grandes rodeos para evadir las balas. Lo mismo hizo en 1929 y 1930, al haber sido reducido el presupuesto asignado a la preparatoria, por lo que alumnos solicitaron al consejo universitario el pago de su salario. En respuesta, el consejo acordó que se le pagara su sueldo, pero, además, que se le retribuyeran los jornales devengados que no se le hubieren remunerado. En 1947, el día del fallecimiento de Bella Gabriela, su esposa, transido de dolor se presentó en la preparatoria e impartió sus clases, porque él era maestro, sus "pinacates" (sus alumnos) lo estarían esperando, y "no podía dejar inconclusa la explicación de la Ilíada y la Odisea, precisamente, en el pasaje de las vacas blancas y las vacas negras: los días y las noches de la humanidad", exclamó quitándose el bombín a manera de saludo a sus estupefactos alumnos que conocían su pena.

## En la Escuela Nacional de Altos Estudios

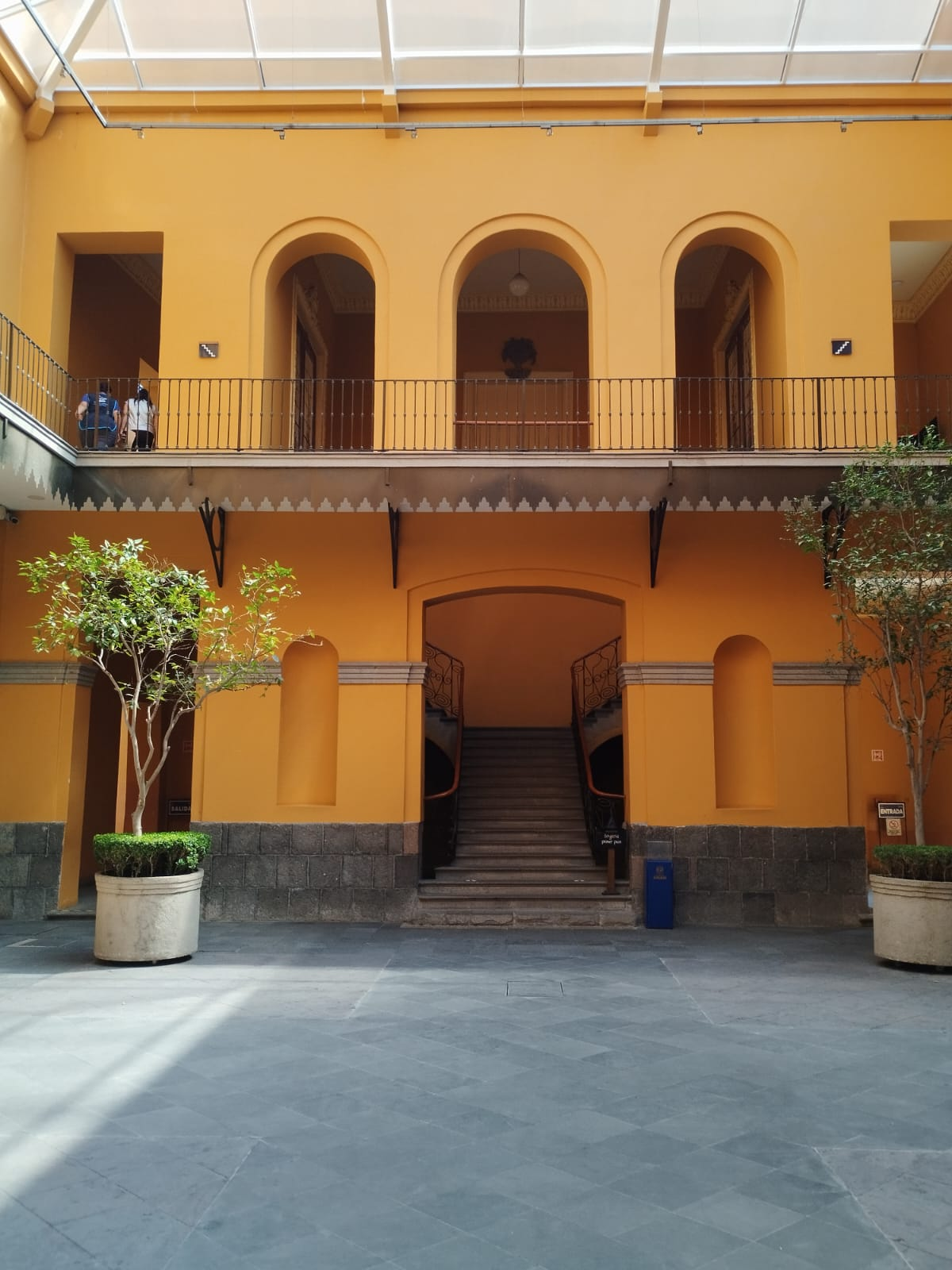
Patio y escalera interiores del edificio de Lic. Verdad y Guatemala, Ciudad de México, donde también funcionó la Escuela Nacional de Altos Estudios, división filosofía y artes, y dio clases el maestro Castellanos.

En 1922 ingresó como profesor en la Escuela Nacional de Altos Estudios División Humanidades (con el tiempo Facultad de Filosofía y Letras de la UNAM) de la Universidad Nacional de México (Autónoma a partir de 1929) en aquel tiempo en la calle de Lic. Verdad número 4 y luego en la Casa de los Mascarones hasta 1954. Ahí fue profesor de las materias de Lengua y Literatura Castellana, Literatura Cervantina y Literatura General, asignatura que incluía a los clásicos griegos y latinos. Ahí fueron sus compañeros maestros de Lengua y Literatura Castellana Alfonso Reyes y Pedro Henríquez Ureña. Julio Jiménez Rueda y Eduardo Nicol, como él, también impartían Literatura Española y Cursos Cervantinos. Sus lecciones en esa institución se prolongarían hasta 1953, tres años lectivos antes de su muerte. Acerca de sus clases en la Facultad escribió Roberto Oropeza Martínez: 

… la prodigiosa memoria del Maestro le permitía reproducir cualquier pasaje del Quijote ante el asombro infinito de quienes le escuchábamos. Los cursos de Literatura Cervantina que impartiera en la Facultad de Filosofía y Letras durante cincuenta y nueve semestres, entre 1922 y 1953, siempre fueron diferentes -según aseveraba él mismo- pues “la gama del cervantismo es tan amplia -afirmaba- que puede constituir por si misma una carrera universitaria".

## Su cátedra

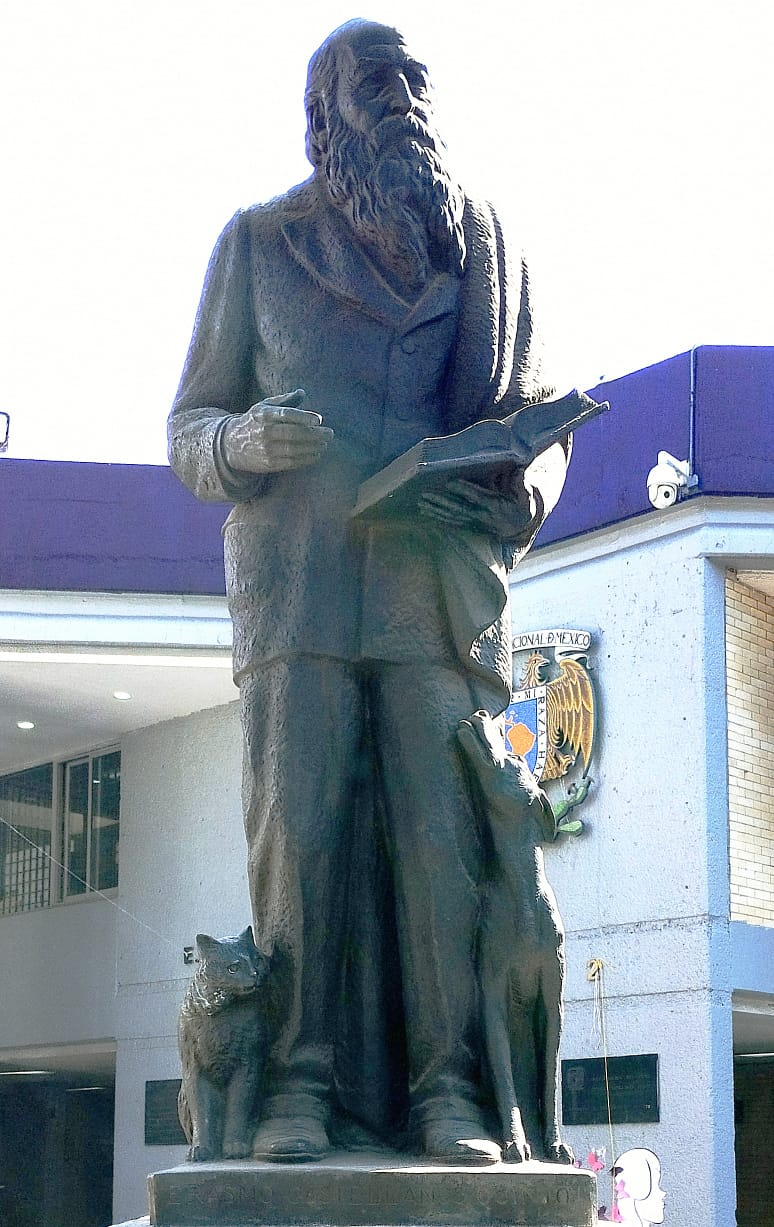
Escultura Erasmo Castellanos Quinto de Ernesto Tamariz, desde 1993 en la Preparatoria 2 de la UNAM.

Su obra fue inmaterial, dedicando muchas horas al estudio y enseñanza de la literatura, dejando varios testimonios sobre el estilo de sus clases:
Leonardo Pasquel escribió: 

Cuando ingresé a la Escuela Nacional Preparatoria no había en la vieja alma mater universitaria maestro más popular y afamado que don Erasmo. Era el año de 1929, [lo conocí] el primer día de su clase de literatura […] Lo vi llegar saludando a diestra y siniestra, quitándose del todo el negro bombín con que cubría su pálida calvicie rodeada de rizados cabellos color caoba, y entrecanos…

También comentó:

Los estudiantes preferían sus disertaciones a las de otros profesores. Llenábase el aula de la Escuela Nacional Preparatoria, por legiones de jóvenes ansiosos de escucharle. […] Su voz apagada encrespábase a poco con el creciente entusiasmo de representarse las ideas o imágenes en juego. Verdaderas piezas retóricas pronunciaba con facilidad y vehemencia en la más límpida y castiza de las formas de nuestro lenguaje. Arrebatado en la explicación de Alighieri o de Cervantes, que nadie como él conociera en México, o los clásicos españoles o grecolatinos, su palabra brotaba con clara dicción y envuelta en los más bellos ropajes de un estilo armonioso y emotivo [...] la cátedra era su vida, el principio rector de su existencia, la finalidad de esa sublime vocación de quien enseña, el renovado y fecundo estímulo capaz de sublimarle, el móvil que hacía aflorar en su momento al místico de la cultura, al mártir de la literatura y al apasionado paladín de la expresión de la belleza y de la belleza de la expresión..

Álvaro Gálvez y Fuentes, describió: 

…se paseaba don Erasmo de un extremo a otro de la plataforma, mientras explicaba a sus alumnos de la clase de Literatura Universal, el inescrutable sentido de un mito griego, de una página de La Ilíada, o el valor simbólico de cada palabra y cada imagen en un verso de la Divina Comedia. Era el maestro un relator ameno, minucioso y brillante, que a muchos de sus alumnos nos parecía que era mejor la Odisea contada por él, que el texto original…

José Muñoz Cota contó: 

Ya en el aula, se transfiguraba. Con ágil palabra, con emocionado acento, actuando los libros, viviendo los hechos y los personajes, nos sacudía la atención con las escenas y los parlamentos de El Quijote, o, bien, con los magníficos tercetos de la Divina Comedia […] nadie como Erasmo Castellanos Quinto, para vivificar, animar, movilizar el cuerpo entero, los libros clásicos...

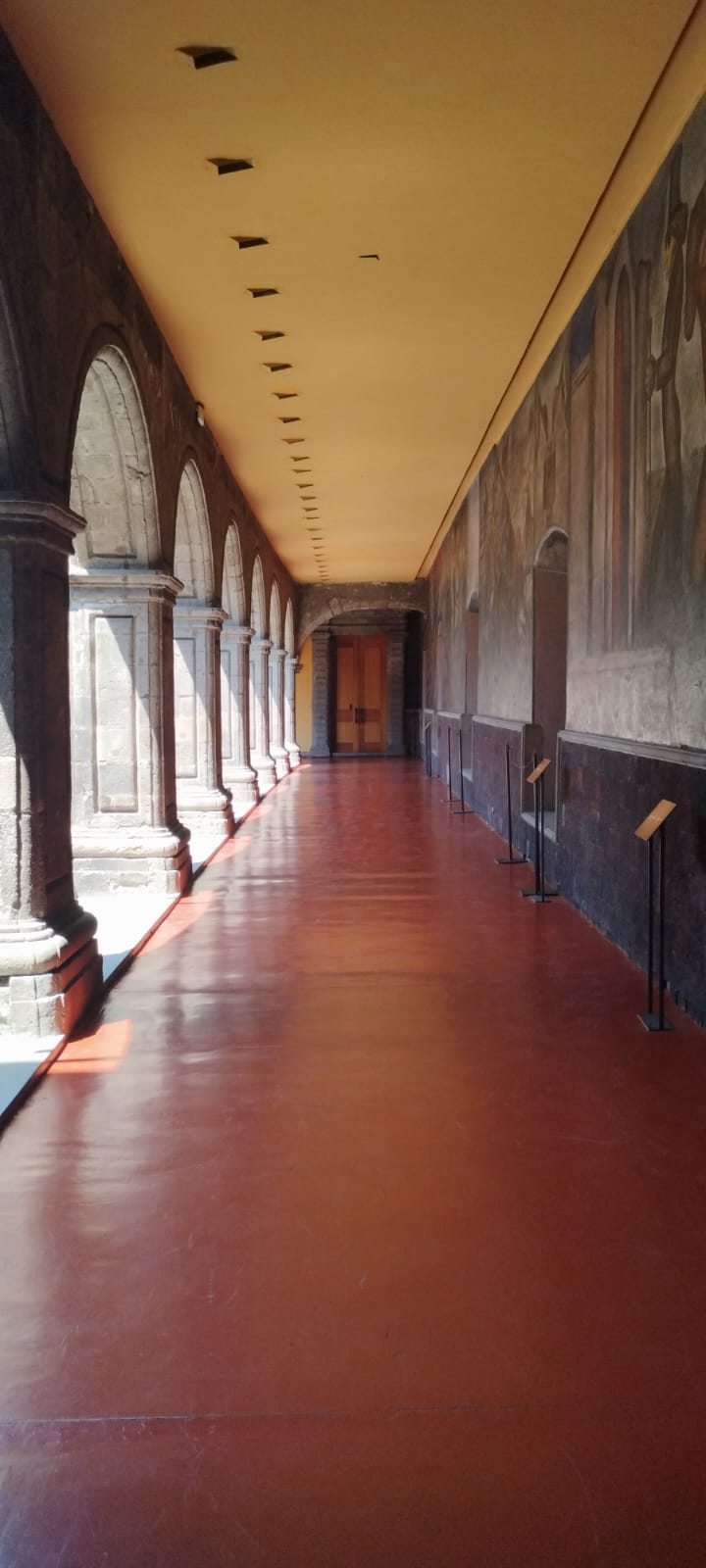
Castellanos Quinto impartía su cátedra en el aula Amado Nervo, al fondo del pasillo del primer piso del Antiguo Colegio de San Ildefonso

Armando Valdés Peza y Mauricio Ocampo Ramírez atestiguaron:

Una de las razones por las que en Preparatoria se puede faltar a todas las clases menos a la de Castellanos Quinto, es la espectacularidad de sus lecciones. Se pasa el bachillerato, se va a la Facultad, pero nunca se deja de volver a la misma Aula Amado Nervo, para oírlo, pero, sobre todo, para verlo […] Es heroico con Homero, misterioso con Dante, patético con Shakespeare, risueño con Cervantes […] Camina que camina en el mundo fascinante de Aquiles y Virgilio, de Macbeth y el Quijote.

Salvador Novo festejaba:

El maestro Castellanos Quinto nos explicaba el secreto de la sonoridad elegante, parnasiana, de los versos de Salvador Díaz Mirón construidos con palabras en las que no reincide nunca el acento sobre la misma vocal ¡Con qué fruición nos recitaba don Erasmo trozos selectos de Díaz Mirón, y nos hacía percibir la música en ellos capturada!

Bernardo Claraval evocó: 

…me inscribí, en el primero de aquellos años, en el curso de Literatura General del maestro don Paco Monterde. Y aunque su clase era muy buena, la fama de don Erasmo Castellano Quinto hizo que muy pronto me agregara como alumno irregular, porque su curso estaba sobresaturado de alumnos desde un principio, a los 150 o 200 jóvenes que ávidos acudían a sus maravillosas explicaciones de las obras maestras que ha producido la Humanidad […] nos enseñó a discernir la belleza y los valores estéticos y aún los éticos […] Con nostalgia abandonábamos la clase y ávidamente esperábamos 48 horas la siguiente. […] Me enseñó que sólo un entrañable amor a la verdad, al bien y a la belleza pueden transmitir el valor estético y humano de las obras maestras de la literatura. Me interiorizó en la importancia que dentro del arte revestían Beethoven o Miguel Ángel. Y, en el terreno específico de la crítica literaria y artística, un Menéndez Pelayo, un Menéndez Pidal, un Rodríguez Martín, Un Winckelmann y tantos otros […] me enseñó a tener el espíritu abierto a toda corriente de verdad.

Andrés Henestrosa elogió:

Sus clases, más que tales, eran representaciones, improvisados espectáculos en los que él era todo: actor, director, apuntador, público y empresario. De memoria, sin ayuda de libros, explicaba los textos inmortales: La Ilíada y La Odisea, La Divina Comedia y El ingenioso hidalgo Don Quijote de la Mancha, trances en que se manifestaba como un actor extraordinario. Gran cervantista, excelso helenista, connotado medievalista, son epítetos que le fueron aplicados. Conocía al dedillo aquellas obras y gozaba explicándolas y hacía gozar a sus oyentes. 

Arturo Arnaiz y Freg refirió: 

Cuando el Maestro nos relataba la ira del Rey Lear, nos regalaba preciosos mechones de su barba. ¡Los arrojaba a quienes nos sentábamos en primera fila de su clase…! ¡Es un gran maestro! Por el aprendí el amor a los griegos […] Y aprendimos también en el vertedero infatigable de sus labios el amor por la Hélade. Pálidos quedan los relatos ante la realidad que ahí vivimos. Todo el Olimpo y los personajes homéricos, bajaban a convivir con él y con nosotros.

Ricardo Garibay rememoró:

Llameante la mirada si andaba con Aquiles, con Diomedes, con Héctor; dulcísima al escuchar nuestros poemas. Enteramente locos sus poderes sobre la vida y la muerte […] Nos enseñó a leer La Iliada, La Odisea, La Comedia y El Quijote. Yo lo seguí varios años, me le hice inseparable […] Su genio era el del preceptor, el del que “instaura el espíritu en el otro” […] Los dos años de sus cursos en preparatoria no bastaban para conocerlo ni para recibirlo. 

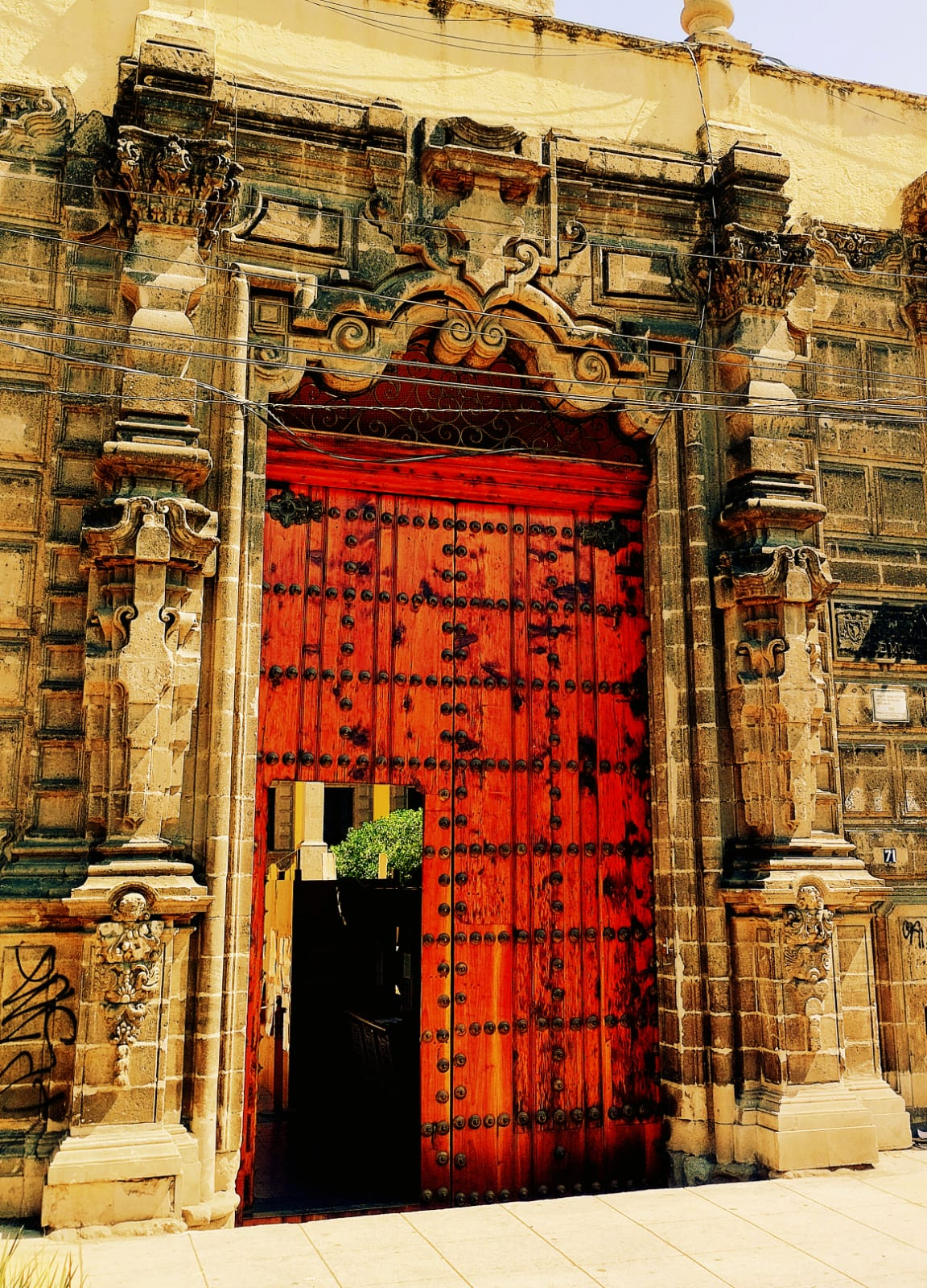
Puerta Casa de los Mascarones, donde fue también la Escuela Nacional de Altos Estudios, División Filosofía y Arte; luego y hasta 1954 Facultad de Filosofía y Letras de la UNAM, donde dio sus afamadas clases sobre la obra de Cervantes.

Finalmente, Roberto Oropeza Martínez, su discípulo del magisterio, relató:

Don Erasmo era Zeus, era Febo Apolo y Heracles o Hermes. Y era también, antropomorfo, todos los campeones de la Hélade: Aquiles, Agamenón rey de reyes, y Diomedes o Filoctetes; era aquellos aqueos insuperables; y era cuando don Erasmo Castellanos Quinto de pronto comenzaba a designarnos -sobre todo a las muchachas- con los nombres y epítetos de los personajes y de los más preclaros dioses del Olimpo. 

Cada clase Cronos cortaba los episodios en el momento más interesante y protestábamos a coro. Todo inútil. Habría que continuar en la siguiente clase o sumergirse en el piélago del libro y de la búsqueda. Además, la cátedra debía terminar exactamente diez minutos antes de la hora límite; y el maestro era cuidadoso y puntual para respetar ese breve lapso. Tras el suspenso provocado, ese tiempo lo destinaba a descubrir valores para las letras mexicanas […] preguntaba a sus alumnos quienes eran los escritores, los poetas, los cuentistas, los oradores del grupo.

## Su personalidad
Ricardo Garibay le describió:

Erasmo Castellanos Quinto tenía cien o ciento cincuenta años de edad cuando llegamos en 1940 a la preparatoria. Era un habitante del Antiguo Testamento. Largas greñas grises le crecían desde las patillas y la nuca; barba y bigote raídos y casi blancos [...] Era menudo y un poco jorobado. Vestía bombín, zapatos tenis y un traje negro, cruzado, de solapas anchas y largas, u otro, gris claro. No tenía más. Cargaba sus libros y cuadernos en una bolsa de ixtle. Un discípulo rico, Campanella, le regaló un portafolios de piel con chapa de oro. Entonces el maestro metió la bolsa de ixtle en el portafolios […] Lo notable de su vestimenta eran las hombreras del saco. Gigantes. Como convendrían a un hombre de dos metros de altura. Los griegos son el prototipo de la belleza masculina ¿si o no? Sí, claro. ¿Qué es lo más saliente de la belleza griega masculina? Los hombros ¿sí o no? […] El hombre es hombros […] es todo hombros. Por ese camino, el sastre debía rellenar con arrobas de borra los hombros del saco del Maestro..

Andrés Henestrosa lo pintó: 

Lector voraz, escritor parco, maestro para quien ninguna literatura era desconocida. Vestía con desaliño, usaba bombín. Uno de sus rasgos es que no se preocupó por cultivar fama. Castellanos Quinto era amigo de gente de la más baja condición, y de toda criatura que padeciera desamparo, así fueran gentes o animales.

Yolanda Cabello le detalló: 

Imagínese a un hombre calzado de alpargatas que, quitándose el bombín y bajándose de la acera, daba paso a toda dama que cruzaba en su camino por las calles del centro de la Ciudad de México.

Álvaro Gálvez y Fuentes le caracterizó: 

Rehusó en la vida todos los elogios, declinó todos los honores. Sólo aceptó el diario, silencioso, insubstituible homenaje de la admiración y el cariño de todos los que fueron sus discípulos. Y vaya que él los tuvo por legiones en su larga ininterrumpida carrera de maestro. Vivía con una austeridad rayana en la pobreza. Más de una vez sus mangas lustrosas o sus pantalones de raídas valencianas, fueron para sus alumnos una muda lección de la humildad con que vive quien consagra su vida totalmente a la enseñanza y al estudio. Porque no hizo otra cosa en su existencia aquel caro, inefable, maravilloso don Erasmo, que dedicarse a aprender y a enseñar. Quizá por ello todos sus alumnos vimos siempre en él un ejemplo de abnegada dedicación al magisterio.

Ruy Pérez Tamayo lo dibujó:

[Erasmo Castellanos Quinto] era un viejo profesor de la Escuela Nacional Preparatoria que tenía una figura adorablemente absurda de santo, mezcla de San Jerónimo, El Greco y el Quijote, con largas pero ralas barbas, ojos de color azul canica a los que fácilmente acudían las lágrimas y entonces parecían ágatas, y el caminar inseguro y lento que se hacía más grotesco por sus zapatos tenis con que complementaba su humildísima indumentaria.

Eduardo Miñúzuri le pormenorizó:

Humilde, modesto, […] no osaba descollar a la altura debida a sus talentos y natural fama alcanzada; no fue reducido nunca por el homenaje obligado, la honra recibida ni el favor prodigado […] Lo vimos rechazar honores, medallas y dinero, diplomas, vítores, escaños y prebendas […] A veces nos hacía sonrojar su ansia de aparecer pequeño, cuando era el caso de alternar con figuras extranjeras atraídas por su prestigiosa cátedra. ‘Yo soy nadie…No merezco esto…Me apabulla vuestra presencia…No me atrevo a hablar…Os cedo el lugar…Mis alumnos merecen oírlos…’ eran sus escamoteos favoritos…

Ricardo Garibay puntualizó:

Los pelados de aquellos feroces rumbos [se refiere a Tacubaya de aquellos tiempos, donde el Maestro vivía] lo reverenciaban. En la Universidad los profesores se regocijaban mucho haciendo burla de él. El sufría las burlas. Vivía aterrado por ellas.

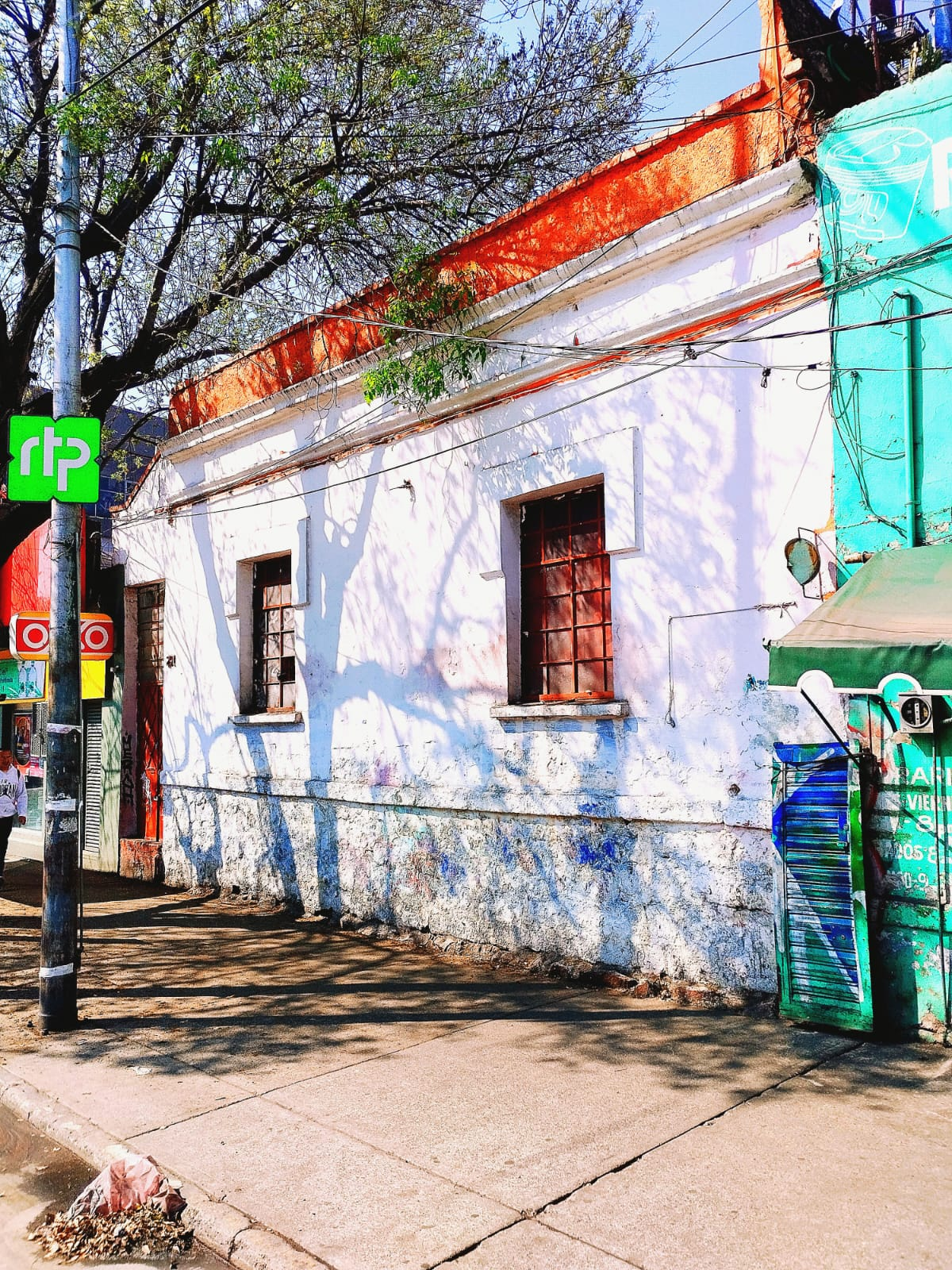
Casa en que vivió rentando hasta su muerte Erasmo Castellanos Quinto en Avenida Revolución 291 en Tacubaya, Ciudad de México

Leonardo Pasquel describió los efectos del acoso: 

Don Erasmo tenía el corazón rebosante de amor. Era tierno, cariñoso e ingenuo hasta conmover. Formal y ceremonioso [...] comportábase como un perfecto caballero, al despedirse abrumaba de cortesías y caravanas [...] Todo ello se producía de manera espontánea y siempre que se le inspirara confianza, porque de lo contrario ya estaba suponiendo que el interlocutor era espía de alguno de "sus muchos enemigos" que contaba entre los profesores preparatorianos, según él rivales enconados e intrigantes que sin descanso buscábanle mal sin cuento [...] agobiado por la manía persecutoria que en él habían desencadenado ciertas bajas acciones [...] cuando en la clase algún alboroto crespábale los nervios enfermos, el maestro canalizaba a través de ellos sus cuadros angustiosos, para precipitarse en actitudes desconfiadas y recelosas. El delirio de persecución que estrangulaba el eje de su personalidad, hacíale disparatar. Todo era -para él- obra de sus enemigos... Vencido por el embate de las pasiones, su mente desfiguraba ya su vida...costábale trabajo distinguir entre los hombres y prefería rodearse de perros y gatos, para recibir en el mimo de ellos, simbólicamente, la fuente de seguridad negada por sus congéneres. ¡Humildes substitutivos en la flaca condición humana!

Horacio Zúñiga deploró: 

...incomprensivos o despectivos, sistemática, solapada y disimuladamente, lo acorralaron hasta obligarlo a buscar entre los animales (sus gatos, sus perros del arroyo) el afecto que siempre le negaron!...

## Su amor por los perros

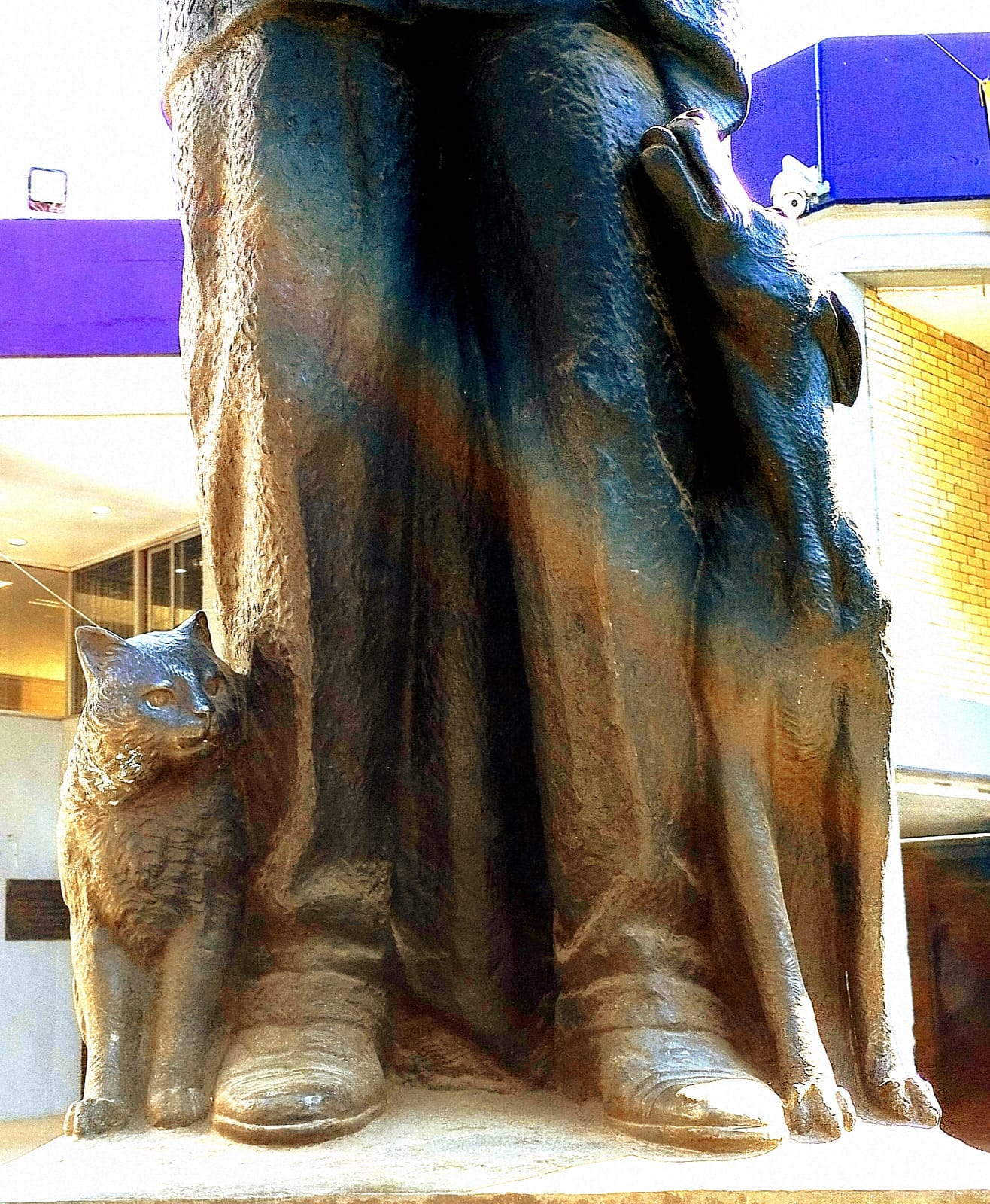
Un perro y un gato callejeros pegados a las piernas del Maestro Castellanos Quinto, detalle con que el escultor Ernesto Tamariz perpetuó el cariño con que los animales desamparados le correspondían los alimentos y el cariño con que el Maestro les asistía, sin importar los trabajos que ello le representaba.

Parte de su personalidad fue su gran amor por los animales callejeros, especialmente por los perros. Ricardo Garibay recordaba:

Nadie entra a su casa. Recibe en el jardín, despacha en el jardín, se despide en el jardín. Por lo que hemos podido espiar cuando entreabre la puerta, su casa es una ruina, toda clase de animales cruzan el espacio de la puerta entreabierta.
-No mate, nunca, nada, jamás. Que de su mano nunca salga la muerte, muchachito. Lo único malo y feo de veras es la muerte. 
Ahí sale ya el Maestro. Ya viene. Trae dos costales repletos de arroz, pedazos de pan, trozos de carne y huesos. Los carga como un buen cargador: sobre los lomos y alzando la cara. Viene hecho un mendigo. Camina muy encorvado pero natural, no corre, no se le nota esfuerzo. Su sombrero es un hilacho, o un manojillo de hilachos.
- Buenas noches Maestro.
Saludamos, de pie, reverentes. Le quitamos los costales. 
-Pronto, pronto, no está cerca. Los pobrecitos ya han de estar esperando. 
De Mártires de Tacubaya, subiendo, hasta El Chorrito, que colindaba con Chapultepec. En Los Pinos de hoy -la casa presidencial-; y de allí, bajando, hasta el Portal de Cartagena. Y lo fabuloso: en cada esquina lo esperaban los perros. Grupos de dos, de tres, de cinco, hasta de ocho perros lo esperaban. Todos canijos, huesos y piel, sarnosos, cursientos. Se le untaban se paraban de manos, le ladraban, brincaban rodeándolo, lo lamían. Hablaba con ellos, les preguntaba por su salud, por los peligros de la calle, los regañaba cuando pretendían arrebatarse las raciones. Lo atendían perfectamente conscientes. Lo acompañaban una o dos cuadras y lo despedían ladrando con ahínco. También aparecían algunos gatos. Los últimos perros lo acompañaban hasta la puerta de su casa. 
Ya váyanse. Tengan cuidado con los coches, con los camiones y con los tranvías, y sobre todo con la gente; no sabe la gente, no entiende. Mañana nos vemos. Váyanse. 
Esperaban a que cerrara la puerta. Ladraban y se iban. 
Eran tres o cuatro horas diarias de estas caminatas. A las siete en punto llegaban los perros a las esquinas y se sentaban a esperar. 
- No se echen, porque los pisan o los patean, tontos. 
Se sentaban a esperar, los perros. Y cómo sufría el hombre cuando encontraba alguno herido o visiblemente enfermo. Allí a media calle, a curarlo, a alimentarlo, a platicarle en forma, a buscar algún abrigo. Unas veces y otros otras lo acompañamos Rubén Bonifaz, Fausto Vega, Luis Morrón, Jorge Hernández Campos, Campanella, Vizcarra, yo.

## Sus premios
- Premio de 1947 de la Sociedad Cervantina de México, que convocó a concurso de la mejor investigación cervantina producida en América en el IV centenario del nacimiento Cervantes, con premios de diploma y diez mil pesos para la persona ganadora. La convocatoria permitía que el trabajo fuese presentado por el autor o por interpósita persona,[60] posibilidad que utilizó Francisco Pimentel, amigo de Erasmo, para presentar El Triunfo de los Encantadores[61] [62] trabajo del Maestro -también impreso por él mismo- sin su previo consentimiento ni conocimiento. Fueron recibidas cuarenta y dos investigaciones. La premiación se hizo en el Palacio de Bellas Artes, con la asistencia de numerosos intelectuales, universitarios, representantes diplomáticos de diversos países de América y público. Por tratarse de uno de sus principales campos de conocimiento, el Maestro, entre la multitud, también asistió. En su momento, se pronunció el nombre de la persona ganadora: Erasmo Castellanos Quinto. La aclamación fue atronadora, pero para Erasmo la situación fue confusa, inesperada e impactante. Ya repuesto y sobre el escenario, el Maestro explicó que lo lamentaba pero él no había presentado trabajo alguno, que obtener ese premio no había sido ni era su deseo, que lo debería haber ganado un joven cervantista, no un viejo como él. No lo aceptó por más ruegos que le hicieron, incluso del poeta Carlos Pellicer. Bajó del escenario y se fue, lo que causó mucho mayor aclamación y veneración a su persona. Nunca aceptó el premio pero desde entonces es considerado El Primer Cervantista de América.[63]

- Orden Mexicana de la Medalla de Honor Belisario Domínguez creada por el Senado de la República en 1953 para conferirse a los hombres y mujeres mexicanos que se hayan distinguido por su ciencia o su virtud en grado eminente, como servidores de la Patria o de la humanidad.[64] En 1954 se otorgó por primera vez.[65] Castellanos Quinto fue el primer galardonado con esa presea.[66]La descripción que se hizo del Maestro en la sesión solemne en que el Senado le impuso la Medalla, dice así: "...al Maestro Castellanos Quinto lo hemos encontrado -dicho sea a media voz- en una vivienda de las más modestas de nuestro país, rodeado de sus amigos, dos o tres ancianos venerables como él, y de cuatro o cinco perros callejeros que ha podido socorrer con su mano y con el sueldo de su cátedra, para que no fallezcan de hambre. Este hombre desinteresado, que no tenía ni siquiera un traje adecuado para presentarse en el Senado; este sabio mexicano merecedor de todo nuestro aplauso y de todo nuestro respeto, nos honra con su presencia...[67]"

- Medalla otorgada por los profesores de la Universidad Nacional Autónoma de México a Erasmo Castellanos Quinto en 1955 por su meritísima labor docente y literaria, que le fuera impuesta pocos días antes de su repentina muerte por el profesor Rafael Cordero Amador, su compañero profesor desde 1922, habiéndole el Maestro dicho al recibirla “…con voz queda y entrecortada: ‘Cordero Amador, están Homero, Virgilio, Horacio, Dante, Shakespeare y Cervantes, contemplando esta escena desde el cielo’ y las lágrimas rodaron por sus mejillas…”[68]

## Académico
Fue miembro de la Academia Mexicana de la Lengua, siendo elegido con posterioridad académico de número el 4 de julio de 1928 para ocupar la silla VII. Tras más de cuatro años sin que se presentara a pronunciar su formal discurso de ingreso, aunque sí participaba activamente con otras alocuciones en otras sesiones, la Academia acordó en su asamblea del 4 de enero de 1933 que Erasmo reasumiera el carácter de correspondiente, eligiendo al jesuita Mariano Cuevas para que ocupara la silla de numerario que Castellanos, en ese tiempo, se abstuvo de tomar.
Veinticinco años después fue vuelto a postular y nuevamente fue elegido como miembro de número, ocupando la silla XIX, habiendo sido su lectura de ingreso el 12 de junio de 1953.

## Su aportación para la Ciudad Universitaria
En 1946 Roberto Oropeza Martínez, Enrique Vázquez Domínguez y Orlando Carrera, persuadieron a Castellanos para que diera un recital de su poesía titulado "Erasmo Castellanos Quinto", a lo que accedió porque la recaudación iría destinada a la construcción de la Ciudad Universitaria de la Universidad Nacional Autónoma de México. La idea fue respaldada por la Sociedad Cervantina de México. 
El recital tuvo un gran respaldo que llevó a repetirse tres veces más, la última en el Palacio de Bellas Artes en la que Castellanos estuvo acompañado con un piano de fondo. Aunque el nuevo campus empezó a funcionar en marzo de 1954, Erasmo no llegó a dar clases en él pues había dejado de ser profesor de la Facultad de Filosofía y Letras en 1953.

## Su muerte
Leonardo Pasquel describió el deceso del maestro Castellanos Quinto:

La pasión por el saber y el imperativo de superarse en la terea escogida, perfeccionaron el deseo de aislarse, como reacción defensiva a la hostilidad ambiente. Edificó su torre de marfil y cerró las puertas tras él. Inadaptado y solitario, el mundo se redujo para él a la biblioteca [...] Alumnos llegados a las más altas cumbres de la política nacional, afanábanse por ayudar al maestro, aunque la rigidez de una sintomatología neurótica impedía ya toda reacción adecuada. Pretexto definitivo para hacer estallar la crisis fue un pretendido lanzamiento de su casa por falta de pago de rentas. Y el noble corazón, que latiera por casi ochenta años con un ritmo desacompasado en su abnegación si se le relaciona con su tiempo, detuvo en seco el constante aleteo. El maestro había dejado de sufrir. En su escuálido rostro flotaba una sonrisa en que vibraba la humanidad. Eran pasadas las tres de la mañana del 11 de diciembre de 1955.

Andrés Henestrosa comentó:

…al morir no se tuvieron a la mano ni siquiera los datos más esenciales de su biografía, y todo se redujo a referir pormenores de su vida…

Horacio Zúñiga observó: 

Sus funerales estuvieron muy lejos de constituir un acontecimiento social y nacional y, venturosamente, distaron mucho de la necia pompa y ofensiva suntuosidad [...] sobre la tumba que sólo guarda carroña, alzábase ya a manera de una estatua de luz la figura hecha símbolo de Erasmo Castellanos Quinto: ¡el humanista, el poeta, el sabio, el santo, EL MAESTRO, en fin el inmortal de la cátedra que, tan franciscana y socráticamente supo ser, sabiduría en el espíritu, belleza en la palabra, apostolado en la vida y ternura en el corazón! 

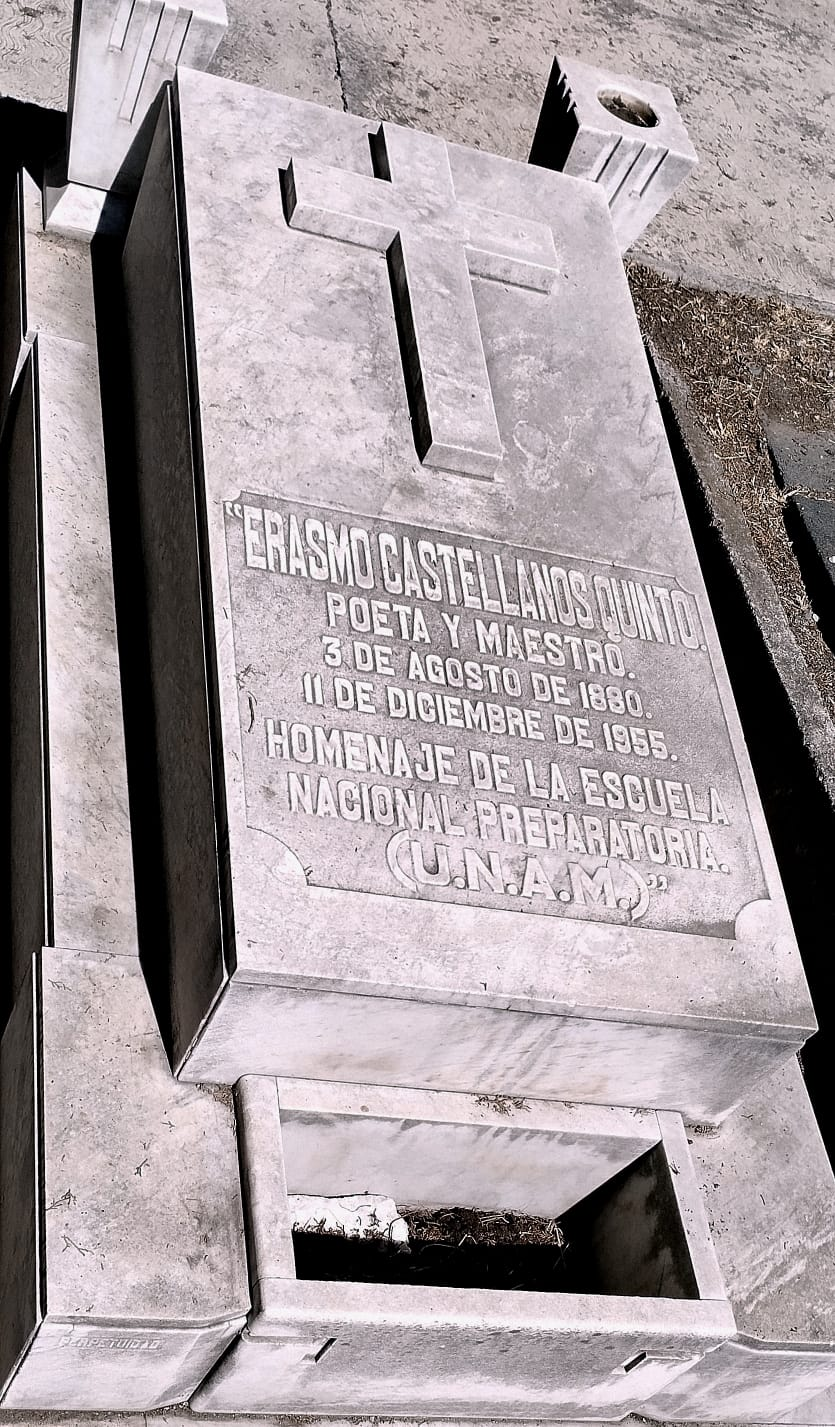
Sepulcro del Maestro Erasmo Castellanos Quinto en el Panteón Jardín, fila 2, fosa 55, CDMX

Finalmente, el mismo Horacio, rememoró con motivo del fallecimiento del maestro, cómo cuando su madre murió su antiguo Maestro Castellanos lo acompañó hasta dejarlo en su casa y le dijo:

¡Transforma tu sentimiento en belleza! ¡Yo estoy contigo! ¡Estaré siempre aunque no me veas! Y me volvió abrazar y otra vez las lagrimas rodaron sobre su barba ensortijada, y yo me quedé…me quedé balbuceando…, casi rezando la sublime plegaria del poeta: ‘¡Por aquí pasó un ángel…y yo no lo sabía…!'... ¡Y nadie lo sabía!...

## Obra publicada
La obra en que Castellanos Quinto empeñó su vida fue el estudio y la enseñanza de la literatura, siendo algunos ejemplos:
Del fondo del abra. Poemas líricos, publicado en México en 1919 con prólogo a la edición original escrito por el humanista Luis G. Betancourt, profesor de literatura latina en la Escuela de Altos Estudios de la Universidad Nacional de México (luego Autónoma). En el colofón, que escribió en latín, dice Typis editus ac perfectus apud auctorem. VIII Id. APR. Anno Dni. MCMXIX. Carmen Foncerrada exornavit, que en español significa: "Impreso, publicado y completado por el autor. 8 de abril, en el año del Señor 1919. Carmen Foncerrada lo adornó". En ese sentido, Foncerrada había cuidado el texto incluyendo diversas viñetas.

HOJAS, ESPINAS Y FLORES

Por qué, me dijo Florinda, viven un día las flores?

Entre las brumas del alba que líquidas perlas llora,

Enjoyadas de luceros abren el húmedo broche,

Nada más un sol contemplan, nada más ven una aurora,

Y cuando se hunde la tarde, y cuando cierra la noche,

Ya sin rubor y sin lágrimas las halla muertas la sombra.

Por qué, me dijo Florinda, viven más tiempo las hojas?

Sonríe la primavera, despiertan en verdes brotes,

Hinchan de savia sus venas, cubren las ramas de pompa.

Arde el verano, la lumbre del sol prodiga fulgores,

Y hay más vigor en los tallos y hay más vigor en las frondas,
 
Después el otoño empieza, palidecen los verdores,

Y amarillentas y mustias se van cayendo las hojas;

Y cuando el invierno llega suelto en nieves y aquilones

Halla las ramas escuetas por valles, cumbres y lomas.

Por qué, me dijo Florinda, las espinas no se agostan?

Duran tanto cual la rama y viven los mismos soles;

Las noches siguen al día y las flores se deshojan,

Los años van tras los años, se cambian las estaciones,

Y perduran las espinas, y van y vienen las hojas;

Y aunque las ramas se secan, no mueren los aguijones.

¿Por qué viven tanto tiempo las espinas punzadoras?

Cerró los labios Florinda, miré en sus ojos la noche,

Y en esa noche un abismo de dudas y de congojas.

Florinda, díjele riendo, pon el alma en mis canciones,

Encenderé las estrellas en tus peregrinas sombras

Y descifraré el enigma de hojas, espinas y flores.

…

La nueva Interpretación de las siete murallas del noble castillo del limbo, publicado e impreso en México en 1937 también por el propio Castellanos Quinto, "Obra testimonio de la profundidad del conocimiento que tenía el maestro Castellanos Quinto sobre La Divina Comedia. El Castillo del Limbo es el sitio donde, según Dante, están los inmortales, que siendo paganos, son considerados dignos de encomio. Castellanos da una interpretación bien fundamentada no sólo de la obra de Dante, sino de sus fuentes, centrándose en el sitio que ocupan los inmortales en la distribución de premios y castigos tras la vida.  
Poesía Inédita, libro póstumo, compilación de su discípulo y seguidor Roberto Oropeza Martínez, publicado por la Librería Porrúa en 1962, en el que se reúne "todo lo que no se había incluido en el único libro de poemas que publicara Erasmo: Del fondo del abra [...] Es la gratitud imperecedera del discípulo, la admiración todavía adolescente, por fortuna, lo que nos lleva a esta cita de honor con el que ya no existe sino diseminado en los que recogimos alguna de sus partículas de polvo..." es decir, sus poemas obtenidos de los manuscritos del Maestro que le fueron proporcionados por sus familiares y personas que quedaron a cargo de sus pocos bienes -excepto su extensa biblioteca- entre ellos, en el portafolios que le regaló su alumno Campanella, sus invaluables poemas escritos a lo largo de sus años. De este poemario, una fragmento de la:

ELEGÍA A LA DESTRUCCIÓN DE TENOCHTITLAN

Bella Tenochtitlan, sólo en un sueño

La mente puede imaginar tu sombra

¡Cuál brillan las techumbres! 

¡Cómo esplenden

Tus esmaltados muros! 

¡Qué grandiosas

Arquitecturas mágicas se enredan

Por tus plazas y tus templos! 

De amapolas

Se embriagan tus jardines, 

Flotan lentas

En el fluido espejo de tus calles

Las chinampas floridas

Y allá, lejos, 

El espinazo azul de tus montañas

Salpicadas de nieve, 

Nubes que se deslizan majestuosas, 

Parpadear de luceros, 

Auroras que derraman el rocío, 
 
Crepúsculos de incendio

Y la humareda en las altivas cumbres

Anunciando la guerra

La guerra…sí…retumba en el Teocalli

Huitzilopochtli trágico y cruento

Del ronco huéhuetl en el hueco tronco

Que repercute en alterado trueno

Y lívido pavor riza los lagos

Con el escalofrío de la muerte. 

Y los morriones bélicos de plumas

Se agitan a los vientos

Y pasan las macanas espantosas
 
De pedernal con afilados dientes,

La veste del guerrero es piel de tigre

Ya el arco tiende la vibrante cuerda

Y en el carcaj prepáranse a la lucha

Las silbadoras flechas. 

…

A los cadetes de Chapultepec. Poesía pronunciada con motivo de la distribución de premios y recompensas otorgadas a los alumnos del Colegio Militar de México, el 5 de diciembre de 1909, en la glorieta monumental del Bosque de Chapultepec. En la actualidad, el único ejemplar que existe de este impreso de once páginas está en la biblioteca de la Universidad de Illinois en Urbana-Champaign.

## Algunos de sus alumnos
Algunos de sus alumnos que si se convirtieron en los escritores, poetas, cuentistas y oradores que al final de cada clase Erasmo se dedicaba a encontrar, han sido: Margo Glantz, Miguel Alemán Valdés, Rubén Bonifaz Nuño, Ángel Carvajal Bernal, Miguel Ángel Ceballos, Bernardo Claraval, Ricardo Garibay, Jorge Hernández Campos, José López Portillo, José Muñoz Cota, Salvador Novo, Roberto Oropeza Martínez, Carlos Pellicer, Arturo Sotomayor, Julio Torri, Armando Valdés Peza, Fausto Vega, Horacio Zúñiga y Luis Morrón y Campanella y Vizcarra....

## Algunos homenajes

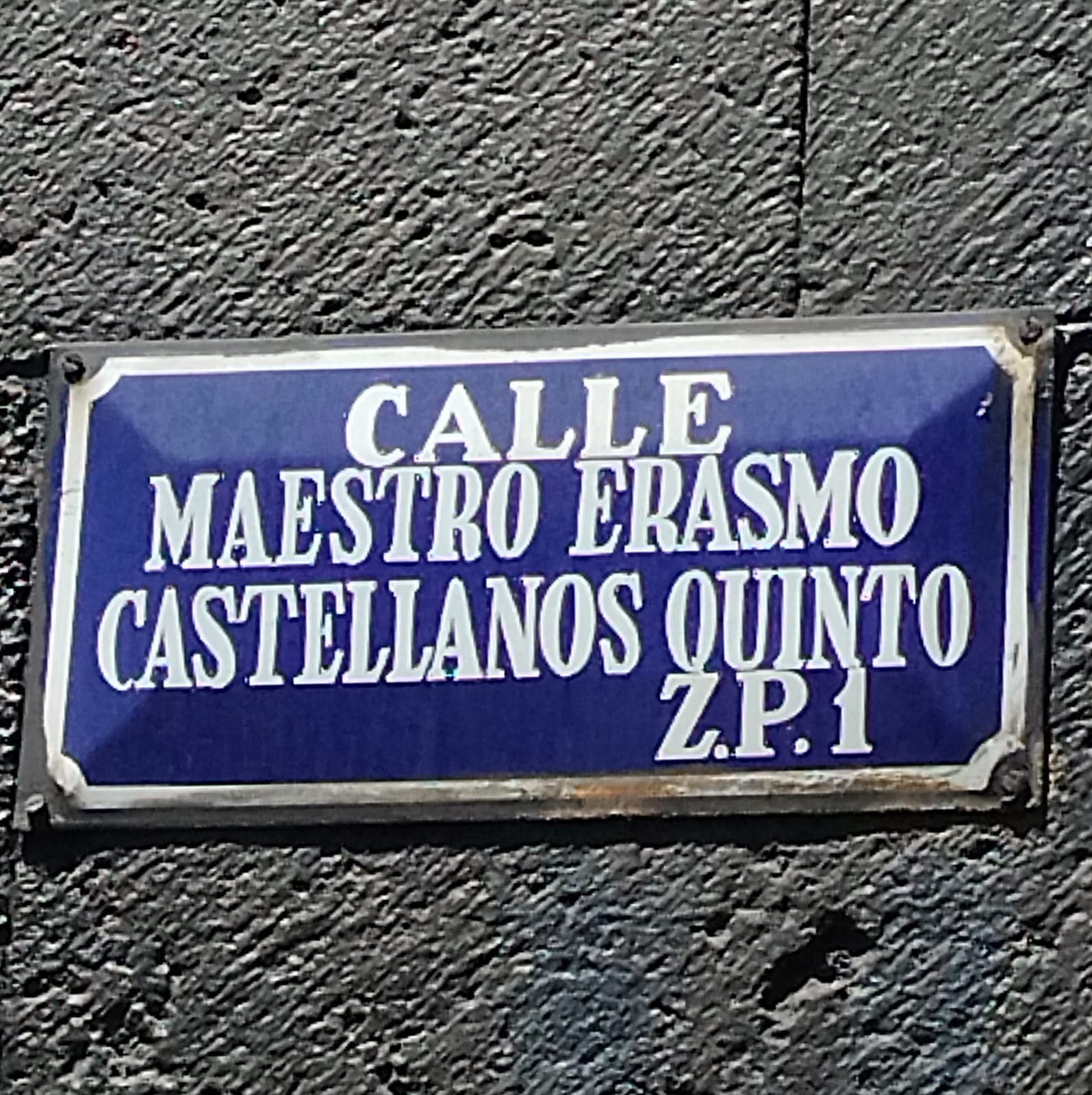
Letrero de la calle Erasmo Castellanos Quinto, atrás de la Suprema Corte de Justicia CDMX

El 3 de mayo de 1958, las autoridades del Departamento del Distrito Federal, actual gobierno de la Ciudad de México, dieron el nombre de Maestro Erasmo Castellanos Quinto a la calle que antes se llamó "Calle de la Universidad" (donbde se ubicaba la Real y Pontificia Universidad de México) y que se encuentra atrás del edificio de la Suprema Corte de la Nación, Centro Histórico de la Ciudad de México.
Con motivo de la celebración del centenario de la Escuela Nacional Preparatoria el 3 de febrero de 1968, su plantel número 2, entonces en el edificio de la calle de Licenciado Verdad y República de Guatemala, Centro Histórico de la Ciudad de México, fue nombrado Erasmo Castellanos Quinto. En 1978 fue trasladado a sus nuevos edificios en avenida Río Churubusco 1418, Col. Carlos Zapata Vela, alcaldía Iztacalco, Ciudad de México, conservando el nombre del Maestro.
Busto de Erasmo Castellanos Quinto de Salvador Moreno, ubicado originalmente en el edificio de la Preparatoria número 2 de Lic. Verdad número 4 esquina con Guatemala, al que la población estudiantil, mientras ahí fue la escuela, ponían veladoras en temporada de exámenes rogando a Erasmo ayudarles a aprobar. En 1978 fue trasladado al nuevo edificio de la Preparatoria en Río Churubusco. 

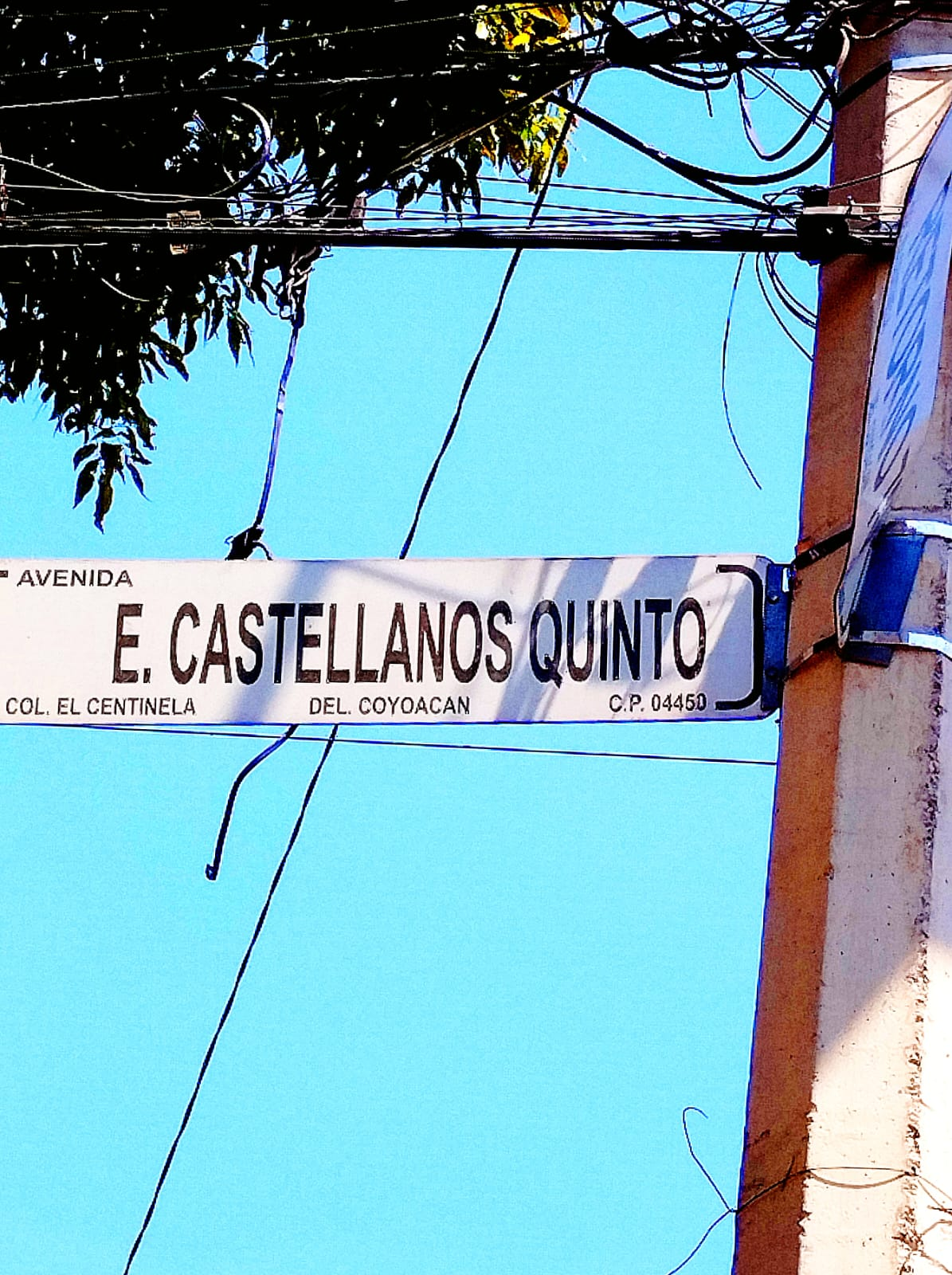
Letrero Calle Erasmo Castellanos Quinto en Coyoacán CDMX

Escultura Erasmo Castellanos Quinto de Humberto Peraza de 1975, colocada en la Plaza Cervantina en Santiago Tuxtla, Veracruz, con motivo de los 450 años de la fundación de esa Ciudad.
Estatua Erasmo Castellanos Quinto de Ernesto Tamariz también de 1975, originalmente erigida en la Plaza de Loreto en el Centro Histórico de la Ciudad de México, trasladada en 1993 a la explanada del plantel de la Preparatoria número 2 que lleva su nombre, hoy conocida popularmente entre los estudiantes como "El Erasmo" por ser punto de referencia en su Escuela..
Escultura Erasmo Castellanos Quinto donada por el gobierno del Estado de Veracruz, colocada en Paseo de la Reforma cerca de Peralvillo, robada en fecha no precisa para su bronce ser traficado por kilo.
Avenida con el nombre de Erasmo Castellanos Quinto, en las colonias El Centinela y Educación en la alcaldía Coyoacán, Ciudad de México.
En México existen diversas escuelas: jardines de niños, primarias y secundarias, así como bibliotecas que llevan el nombre de Erasmo Castellanos Quinto.